# Michel Désautels
Michel Désautels est un écrivain, journaliste, animateur et réalisateur québécois né le 7 mai 1951. Depuis août 2013, il anime l'émission d'affaires publiques qui porte son nom, Désautels le dimanche, sur ICI Radio-Canada Première (auparavant la Première Chaîne), après y avoir animé depuis 2003, une émission quotidienne similaire appelée Désautels.
Le 18 juin 2023, Désautels anime sa dernière émission de Désaultels le dimanche.

## Biographie
Michel Désautels a été acteur au théâtre et à la télévision dans son enfance et son adolescence. Il notamment fait partie de la distribution du téléroman Rue de l'anse entre 1963 et 1965. Par la suite, il a opté pour une carrière à la radio. Après ses débuts à radio-CFCL à Timmins en Ontario, il fait son entrée à Radio-Canada en 1972 et est  à l'antenne quatre ans à la radio française de Toronto. Par la suite, il anime des émissions spéciales de partout au Canada, jusqu'en 1981.
Il passe les huit années suivantes à la barre de l'émission d'après-midi Montréal-express sur les ondes de CBF. De 2003 à 2013, il anime Désautels, émission nationale d'affaires publiques diffusée cinq jours par semaine.
En octobre 2012, il est victime d'un AVC qui l'oblige à une convalescence de plusieurs mois. Il reprend son micro au mois de mai suivant. Il est périodiquement invité d'honneur à l'émission humoristique La soirée est (encore) jeune.
Il a été le conjoint de Chantal Jolis avec laquelle il a eu un fils.

## Honneurs
- Prix Robert-Cliche (1998), Smiley
- Prix Raymond-Charette (2004)